# Банк Ботсваны
Банк Ботсваны (англ. Bank of Botswana, тсвана Banka ya Botswana) — центральный банк Ботсваны.

## История
Банк Ботсваны основан 1 июля 1975 года.